# Dioptra Island
Dioptra Island (englisch; bulgarisch остров Диоптра ostrow Dioptra) ist eine in ostwestlicher Ausrichtung 290 m lange und 45 m breite Insel im Archipel der Südlichen Shetlandinseln. Sie liegt 6,09 km nordwestlich des Venev Point und 1,57 km nordöstlich des Kap Wallace vor dem nordwestlichen Ausläufer von Low Island in unmittelbar westlicher Nachbarschaft zu Beslen Island.
Britische Wissenschaftler kartierten sie zuletzt im Jahr 2009. Die bulgarische Kommission für Antarktische Geographische Namen benannte sie im April 2021 nach der Dioptra, einem universellen geodätischen Instrument.